# Ludolf Christian Treviranus
Ludolf Christian Treviranus (ur. 18 września 1779 w Bremie  – zm. 6 maja 1864 w Bonn) – niemiecki lekarz, anatom, fizjolog i embriolog roślin, profesor i rektor Uniwersytetu Wrocławskiego w latach 1827-1828, pierwszy dyrektor wrocławskiego Ogrodu Botanicznego.

## Życiorys
Pochodził z Bremy. Medycynę studiował na Uniwersytecie w Jenie (1798–1801), następnie prowadził praktykę lekarską w Bremie i jednocześnie studiował botanikę. Od 1807 był profesorem medycyny w liceum w Bremie, od 1812 profesorem historii naturalnej na Uniwersytecie w Rostocku. W latach 1816–1830 był profesorem botaniki na Uniwersytecie Wrocławskim i dyrektorem Ogrodu Botanicznego. W roku akademickim 1827/1828 pełnił funkcję rektora Uniwersytetu. W 1830 wyjechał do Bonn, gdzie również został profesorem uniwersytetu i dyrektorem ogrodu botanicznego.
W pracy naukowej zajmował się budową wewnętrzną roślin, funkcjami życiowymi i rozwojem zarodka, systematyką roślin. Jego imię nosi jedna z alejek we wrocławskim Ogrodzie Botanicznym. Był promotorem pracy doktorskiej Wojciecha Adamskiego Prodromus historiae rei herbariae in Polonia... (1825) - pierwszej polskiej publikacji z historii botaniki.

## Publikacje
- Vom inwendigen Bau der Gewächse, 1806.
- Beiträge zur Pflanzenphysiologie, 1811.
- Von der Entwickelung des Embryo und seiner Umhüllungen im Pflanzenei, 1815.
- Physiologie der Gewächse, 1835-1838, 2 tomy.